# Pueblo harayo
Los harayos (en antiqueño: manga Karay·a; en inglés: Harayans) son una etnia que se originó en la isla de Panay en Filipinas. Hablan el harayo, una lengua bisaya.